# Krummetteich
Der Krummetteich ist ein künstlich angelegter Teich in Luckaitztal, einer Gemeinde im Landkreis Oberspreewald-Lausitz in Brandenburg. Er ist Teil des Naturschutzgebietes Teichlandschaft Buchwäldchen-Muckwar und damit des Naturparks Niederlausitzer Landrücken.

## Lage
Der Teich liegt nordöstlich von Luckaitztal und südwestlich des Ortsteils Buchwäldchen. Von den insgesamt neun Teichen liegt der Krummetteich im östlichen Bereich. Westlich schließen sich der Bindeteich, der Herrenteich, südlich der Kleine und Große Paul an. Nordwestlich ist der Kleine und Große Brauerteich.

## Geschichte und Entwicklung
Die künstlich angelegten Teiche wurden vermutlich im 12. Jahrhundert von den Zisterziensern zur Fischzucht angelegt und von den Gutsbetrieben in Buchwäldchen und Muckwar genutzt. Durch den Braunkohleabbau fiel der Grundwasserpegel zeitweise stark ab. Um die Wasserstände der einzelnen Teiche dennoch regeln zu können, entstand in den 1970er Jahren eine Stauanlage, der Teichmönch. 1997 wurde das Gebiet als Teichlandschaft Buchwäldchen-Muckwar unter Schutz gestellt und seit dieser Zeit wiederbesiedelt. Im 21. Jahrhundert wird der Teich von einer Teichwirtschaft in Fürstlich Drehna zur Karpfenzucht betrieben. 2019 wurde die Stauanlage des Krummetteichs für rund 22.000 Euro saniert.

## Fauna und Flora
Im Wasser wurden Rotbauchunken, der Nördlicher Kammmolch,  Fischotter und Laubfrösche beobachtet; an Land Ringelnattern. Das Gebiet ist darüber hinaus ein Lebensraum für den Kranich, den Schwarzstorch und den Seeadler.
An bedrohten Pflanzenarten wurden der Königsfarn, der Drachenwurz sowie das Breitblättrige Knabenkraut nachgewiesen.  Besonders erwähnenswert sind die Uferzonen mit einem Erlenbruchwald, die durch Stieleichen-Hainbuchenwälder und Auwälder ergänzt werden.